# نیروی طبیعت (فیلم ۲۰۲۰)
نیروی طبیعت (به انگلیسی: Force of Nature) یک فیلم اکشن آمریکایی محصول سال ۲۰۲۰ به کارگردانی مایکل پالیش از فیلمنامه کوری میلر است. بازیگران اصلی فیلم امیل هرش، کیت باسورث، مل گیبسون، دیوید زایاس، استفانی کایو می‌باشند. داستان فیلم دربارهٔ یک باند حرفه‌ای از سارقان در پورتوریکو که قصد دارند در هنگام طوفان یک دزدی را انجام دهند.
این فیلم در تاریخ ۳۰ ژوئن سال ۲۰۲۰ توسط کمپانی لاینزگیت فیلمز با دریافت نظرات منفی از سوی منتقدین منتشر شد.

## خلاصه داستان
با نزدیک شدن طوفان به پورتوریکو، دستور تخلیه صادر شده است. جان باپتیست که یک دزد است تابلویی را می‌دزدد. دو افسر پلیس به نام‌های کاردیو و جس پنیا مأمور می‌شوند تا باقی‌مانده‌های مردم را از خانه‌هایشان تخلیه کنند.
در همین حین، گریفین تمام گوشت‌های موجود در یک فروشگاه را می‌خرد و با مشتری دیگری که مقداری از گوشت را می‌خواهد، درگیر می‌شود. کاردیو و پنیا برای رسیدگی به این درگیری وارد عمل می‌شوند. قبل از اینکه او را به پناهگاه تخلیه منتقل کنند، گریفین اصرار می‌کند که باید حیوان خانگی‌اش (یک گربه) را غذا بدهد. او همچنین به پلیس‌ها اطلاع می‌دهد که یک مرد سالخورده و یک افسر پلیس بازنشسته در مجتمع آپارتمانی او از تخلیه شدن امتناع می‌کنند.

## بازیگران
- امیل هرش در نقش کاردیلو
- مل گیبسون در نقش ری بارت
- کیت باسورث در نقش تروی بارت
- استفانی کایو در نقش جس پونا
- دیوید زایاس درنقش جان باپتیست
- یاسپر لهستانی
- آیا کاتلت
- چرخان تمل

## تولید
در ماه مه سال ۲۰۱۹، کیت باسورث و مل گیبسون برای بازی در این فیلم انتخاب شدند که مایکل لهستانی کارگردانی آن را از فیلمنامه کوری میلر انجام می‌دهد. اطلاعیه‌های بازیگران بعدی از ژوئن تا سپتامبر رخ داده‌است: امیل هرش، استفانی کایو، دیوید زایاس، و جاسپر لهستانی. فیلمبرداری اصلی از ژوئیه سال ۲۰۱۹ در میرامار و گایانابو، پورتوریکو آغاز شد. بودجه ۲۳ میلیون دلار بود که حدود ۱۵ میلیون دلار در محل فیلمبرداری هزینه شده بود.